# Catasetum globiflorum
Catasetum globiflorum es una especie de orquídea epifita originaria de Brasil.

## Descripción
Es una orquídea epifita de pequeño tamaño, que prefiere clima cálido. Tiene pseudobulbos fusiformes envueltos por vainas y hojas plegadas y caducas. Florece en una inflorescencia erecta basal, de 45 cm de largo, con 10 a 15 flores,  surgida de un pseudobulbo maduro, con flores carnosas y fragantes que se producen en la primavera y principios del verano.

## Distribución
Se encuentra en Brasil  que crece en los bosques húmedos montanos en elevaciones de 600 a 1200 metros. 

## Taxonomía
Catasetum globiflorum fue descrito por William Jackson Hooker y publicado en Botanical Magazine 68: t. 3942. 1842.
Etimología
Ver: Catasetum
globiflorum: epíteto latino que significa "con flores en forma de globo".